# Groupes d'achats solidaires de l'agriculture paysanne
En Belgique, un groupe d'achat solidaire de l'agriculture paysanne (GASAP) est un groupement de citoyens qui s’associent directement avec un producteur paysan pour acheter de façon régulière et à long terme, et ce en circuit-court, de quoi se nourrir en produits de saison de qualité. Cela peut être des légumes, mais aussi des fruits, du fromage, etc.
Son but est de soutenir l’agriculture paysanne et des producteurs locaux travaillant selon des méthodes respectueuses de l’environnement et des savoir-faire traditionnels.
Le producteur principal de chaque GASAP, souvent maraîcher, élabore avec chaque groupe un contrat d’engagement solidaire, gage du partenariat, où chaque « consom’acteur » s’engage pour un an. Les « consom’acteurs » s’engagent donc auprès du producteur avant le début de la saison de production et lui assurent ainsi une source de revenus stables pour toute l’année qui suit.

## Spécificités par rapport à d'autres systèmes
Spécificités du modèle belge par rapport à d'autres systèmes (AMAP, Teikei, CSA, etc.) :
- La taille des groupes est assez réduite et comprend plus ou moins 20 ménages (dans le but de garantir une convivialité et une dynamique de fonctionnement efficace)
- L'initiative de la formation des groupes est souvent issue d'une démarche de consommateurs
- Un réseau structuré existe à Bruxelles depuis la division du premier groupe d'achat.

## Développement
En mai 2018, le réseau bruxellois des GASAP comptait environ 85 groupes sur Bruxelles et ses alentours, rassemblant à peu près 2000 ménages.